# 小行星12498
小行星12498（12498 Dragesco）是一颗绕太阳运转的小行星，为主小行星带小行星。该小行星于1998年3月26日发现。

## 轨道参数
小行星12498的轨道半长轴为2.6666126 UA，离心率为0.255。